# Montagu Island (ö i Sydgeorgien och Sydsandwichöarna)
Montagu Island är en ö i Sydgeorgien och Sydsandwichöarna (Storbritannien). Den ligger i den sydöstra delen av Sydgeorgien och Sydsandwichöarna. Arean är 110 kvadratkilometer.
Terrängen på Montagu Island är lite bergig. Öns högsta punkt är 1 097 meter över havet. Den sträcker sig 12,5 kilometer i nord-sydlig riktning, och 12,4 kilometer i öst-västlig riktning.